# Ковалькув
Ковалькув (пол. Kowalków) — село в Польщі, у гміні Казанув Зволенського повіту Мазовецького воєводства.
Населення — 334 особи (2011).
У 1975-1998 роках село належало до Радомського воєводства.

## Демографія
Демографічна структура станом на 31 березня 2011 року:
|          | Загалом | Допрацездатний вік | Працездатний вік | Постпрацездатний вік |
| -------- | ------- | ------------------ | ---------------- | -------------------- |
| Чоловіки | 167     | 36                 | 113              | 18                   |
| Жінки    | 167     | 37                 | 90               | 40                   |
| Разом    | 334     | 73                 | 203              | 58                   |

## Люди
В селі народився Гринів Іван Михайлович (1930—1994) — український архітектор.